# Michael Leonard (wielrenner)
Michael Leonard (Oakville, 26 maart 2004) is een Canadees wielrenner die anno 2023 rijdt voor INEOS Grenadiers. Hij heeft bij de ploeg een contract getekend tot 2025.

## Overwinningen
2023
 Canadees kampioen tijdrijden, beloften
2024
1e etappe (ITT) Ronde van de Toekomst
2025
 Canadees kampioen op de weg, elite

## Resultaten in voornaamste wedstrijden
|      | \| Jaar \| Waalse Pijl \| Clásica San Sebastián \| \| ---- \| ----------- \| --------------------- \| \| 2024 \| \| opgave \| \| 2025 \| 75e \| 100e \| |                       |
| Jaar | Waalse Pijl | Clásica San Sebastián |
| 2024 | | opgave                |
| 2025 | 75e | 100e                  |

### Resultaten in kleinere rondes
| Jaar | UAE Tour | Ronde van Guangxi |
| ---- | -------- | ----------------- |
| 2023 |          | 72e               |
| 2024 | 100e     |                   |

## Ploegen
- 2023 –  INEOS Grenadiers
- 2024 –  INEOS Grenadiers
- 2025 –  INEOS Grenadiers